# Далекий транспорт газу
Далекий транспорт газу (англ. long-range gas transfer, long-distance transport; нім. Gasfortleitung f) — єдина технологічна система для транспортування великих кількостей газу природного з району видобування або виробництва до пунктів споживання, розміщених на дуже великій відстані; протяжність трас далекого транспорту газу — декілька тисяч км. 
Синонім — магістральний транспорт газу.